# Nepál világörökségi helyszínei
Nepál területéről eddig négy helyszín került fel a világörökségi listára, tizenöt helyszín a javaslati listán várakozik a felvételre.
| | Szágarmantha Nemzeti Park |
| 1979 |                           |
| Természeti (VII) |                           |
| Védett terület: 124 000 ha, hivatkozás: 120 |                           |
| A Himalájában fekvő Szágarmantha Nemzeti Parkot 1976-ban hozták létre, hogy megóvják a Mount Everest körüli területet a hegymászók okozta károktól. A hegyekből, gleccserekből és mély völgyekből álló terület magába foglalja a világ legmagasabb hegycsúcsát, valamint több hétezer méter feletti csúcsot is. A park hegyei geológiailag fiatalnak tekinthetők, akkor alakultak ki, amikor az indiai szubkontinens összeütközött az eurázsiai lemezzel. A földmozgások jelenleg is tartanak, ennek következtében a hegység évente három centiméterrel emelkedik. A legyező alakú nemzeti park az egyedülálló kultúrával rendelkező serpák otthona. Az itt élő mintegy 2500 serpa a tibeti buddhizmus nyingmapa szektájához tartozik. A területen számos kolostor áll, köztük a legfontosabb a Tengpocse-kolostor. A park több mint kétharmada ötezer méter fölötti kopár vidék, 28%-a legelő és alig 3%-a erdős terület. A természetrombolás miatt alacsony számban előforduló emlősök harminc fajhoz tartoznak, de megtalálható köztük olyan ritka fajok egyedei is, mint a hópárduc. |                           |

| | Katmandu-völgy |
| 1979, kisebb módosítás: 2006 |                |
| Kulturális (III)(IV)(VI) |                |
| Védett terület: 167,37 ha, puffer zóna: 70,29 ha, hivatkozás: 121 |                |
| A Katmandu-völgy Nepál hegyvidékének legfontosabb térsége és a Himalája legfőbb kulturális központja. A völgyben hét műemlékkörzet különböztethető meg, ezek közül három palota Katmanduban, Pátanban és Bhaktapurba, két hindu szent hely Pashupatinahban és Csangunarajanban valamint Bodnáth és Szvajambhúnáth buddhista központjai. A legrégebbi buddhista épület az i. e. 4. századra datálható, az első fővárost i. sz. 723-ban alapították. A legrégebbi ma is látható világi épületek a 17. századból származnak. Pátan és Bhaktapur történelmileg önálló albirodalmak fővárosai voltak, napjainkra azonban Katmanduval együtt egyetlen nagyvárossá olvadtak össze. Katmanduban keverednek a hinduizmus, a buddhizmus és a tantrizmus hatásai. Legfontosabb műemlékei a 12. és a 18. század között épültek, közéjük tartozik a Taleju-templom, a Nasal Chowk koronázási udvar, a Nagy Harang, a Nagy Dob és a Jaganath-templom. A Siva istennek szentelt Pashapatinah-templom a hinduk egyik legfontosabb épülete és Nepál legszentebb helye. A kettős tetőszerkezetű Csangunarajan-templom a feltételezések szerint Visnu legősibb temploma a Kathmandu-völgyben. A völgyben ezen kívül számos apró templomot és szentélyt építettek, ez jelzi, hogy a vallás milyen fontos szerepet tölt be a nepáliak mindennapi életében. |                |

| | Csitván Nemzeti Park |
| 1984 |                      |
| Természeti (VII)(IX)(X) |                      |
| Védett terület: 93 200 ha, hivatkozás: 284 |                      |
| A Nepál és India közti határvidéken elterülő nemzeti parkot, Nepál legrégebbi nemzeti parkját 1962-ben alapították, hogy életteret biztosítsanak az egyszarvú ázsiai orrszarvú egyik utolsó, néhány száz egyedből álló populációjának. A Rapti, a Reu és a Narayani folyók mentén, a Himalája lábánál fekvő védett terület egy 932 négyzetkilométeres szubtrópusi alföld, egyike az indiai-nepáli területeken átívelő Terai-vidék utolsó érintetlen részeinek. Állat- és növényvilága különösen gazdag, szigorúan védett és kihalás szélén álló fajoknak is otthont ad. A nemzeti parkban található a bengáli tigrisek egyik utolsó menedéke is. Más veszélyeztetett emlősök is élnek itt, ilyen például a leopárd, a vadkutya, az ajakos medve, a számbárszarvas, a pettyes szarvas, a négyszarvú antilop, a vaddisznó, és a hópárduc. A kisebb termetű emlősök között megtalálható a rhesusmajom, a langurmajom, a mongúz, a méhészborz és az aranysakál. A park folyóinak jellegzetes állatai az indiai krokodilok és a hosszú orrú gangeszi gaviálok. A területen őshonos a nyitottabb élőhelyet kedvelő bengáli varánusz, és előfordul a kihalás szélén álló tigrispiton is.. A parkban emlősökön és hüllőkön kívül eddig több mint 350 madárfajt, 99 halfélét figyeltek meg. |                      |

| | Lumbini, Buddha születési helye |
| 1997 |                                 |
| Kulturális (III)(VI) |                                 |
| Védett terület: 1,95 ha, puffer zóna: 22,78 ha, hivatkozás: 666 |                                 |
| A hagyomány szerint Gautama Sziddhártha, a buddhizmus alapítója Lumbini falu közelében egy ligetben született i. e. 623-ban. Ennek emlékére egy templomot építettek, és a hely hamarosan népszerű zarándokcélponttá fejlődött, már a korai írásos források előtt is ismert hely volt. A templomban egy kődombormű jeleníti meg a vallásalapító születését. A zarándokok között volt a buddhizmus egyik legfontosabb patrónusa, a Maurja dinasztia harmadik uralkodója Asóka király is, aki egy oszlopot állíttatott fel a születés feltételezett helyszínén. A helyet 1978-ban hivatalosan is buddhista zarándokközponttá nyilvánították, és jelenleg is így működik. |                                 |

## Javasolt helyszínek
| Név                                                    | Kép | Típus      | Kritériuk     | Év   | Hiv. |
| ------------------------------------------------------ | --- | ---------- | ------------- | ---- | ---- |
| Lo Manthang középkori földvára                         |     | kulturális | II, V, VI     | 2008 |      |
| Vadzsrajogini és Szankhu korai települései             |     | kulturális | III, IV, VI   | 2008 |      |
| Kirtipur középkori települése                          |     | kulturális | III, IV, VI   | 2008 |      |
| Risikes épületegyüttese Ruru Ksetrában                 |     | kulturális | II, III, VI   | 2008 |      |
| Nuvakot palota                                         |     | kulturális | III, V        | 2008 |      |
| Rám Dzsanaki templom                                   |     | kulturális | II, III, VI   | 2008 |      |
| Tánszen középkori városa                               |     | kulturális | III, IV, V I  | 2008 |      |
| Szindzsa-völgy                                         |     | kulturális | II, III       | 2008 |      |
| Bhurti templomegyüttes Dailekhben                      |     | kulturális | II, IV        | 2008 |      |
| Panauti középkori épületegyüttese                      |     | kulturális | I, III, IV    | 1996 |      |
| Tilaurakot, az ókori Sákja Királyság régészeti emlékei |     | kulturális | -             | 1996 |      |
| A Muktinath-völgy barlangjai                           |     | kulturális | -             | 1996 |      |
| Gorkha középkori palotaegyüttese                       |     | kulturális | I, III, IV    | 1996 |      |
| Rámagrama, Buddha ereklye-sztúpája                     |     | kulturális | I, III, VI    | 1996 |      |
| Khokána, a helyi falu és a mustárolaj-ipar öröksége    |     | kulturális | I, III, IV, V | 1996 |      |